# Reserva natural de las Islas Salvajes
La reserva natural de las Islas Salvajes es una reserva natural portuguesa localizada en las Islas Salvajes, en la Región Autónoma de la Madeira. Tiene una área total de 2677 km², después de la ampliación en 2021.

## Historia
En 1971, Portugal declaró las islas como reserva natural de las Islas Salvajes que incluyen no sólo las áreas sumergidas sino también la orilla marítima hasta 200 metros de profundidad. Su vigilancia permanente se inició en 1976. Dos años más tarde, las Islas Salvajes fueron declaradas como reserva nacional.
Bajo gestión del parque natural de Madeira desde 1989, las islas Salvajes son uno de los mejores ejemplos de áreas protegidas vigiladas continuamente. Desde 1976 esa vigilancia ha conseguido preservar un gran legado de fauna y flora primitivas.
Actualmente es la única reserva portuguesa galardonada con el Diploma Europeo del Consejo de Europa.

## Fauna y flora
El interés natural y científico de este pequeño grupo de islas está no sólo en las aves marinas, sino en la biodiversidad marina y flora únicas. Anualmente se realizan expediciones científicas en las islas.
Las islas Salvajes tienen 150 especies de plantas, la mayoría rastreras. Las islas más ricas en flora son la isla Salvaje Pequeña y el ilhéu de Fuera, porque nunca se introdujeron animales y plantas no autóctonas. 
Las islas se convirtieron en un santuario para aves: varias especies nidifican allí,con un total de 38 especies citadas para el archipiélago.Entre ellas destacan el paiño (Pelagodroma marina), el charrán rosado (Sterna dougallii) o la pardela atlántica (Calonectris borealis).

## Galería

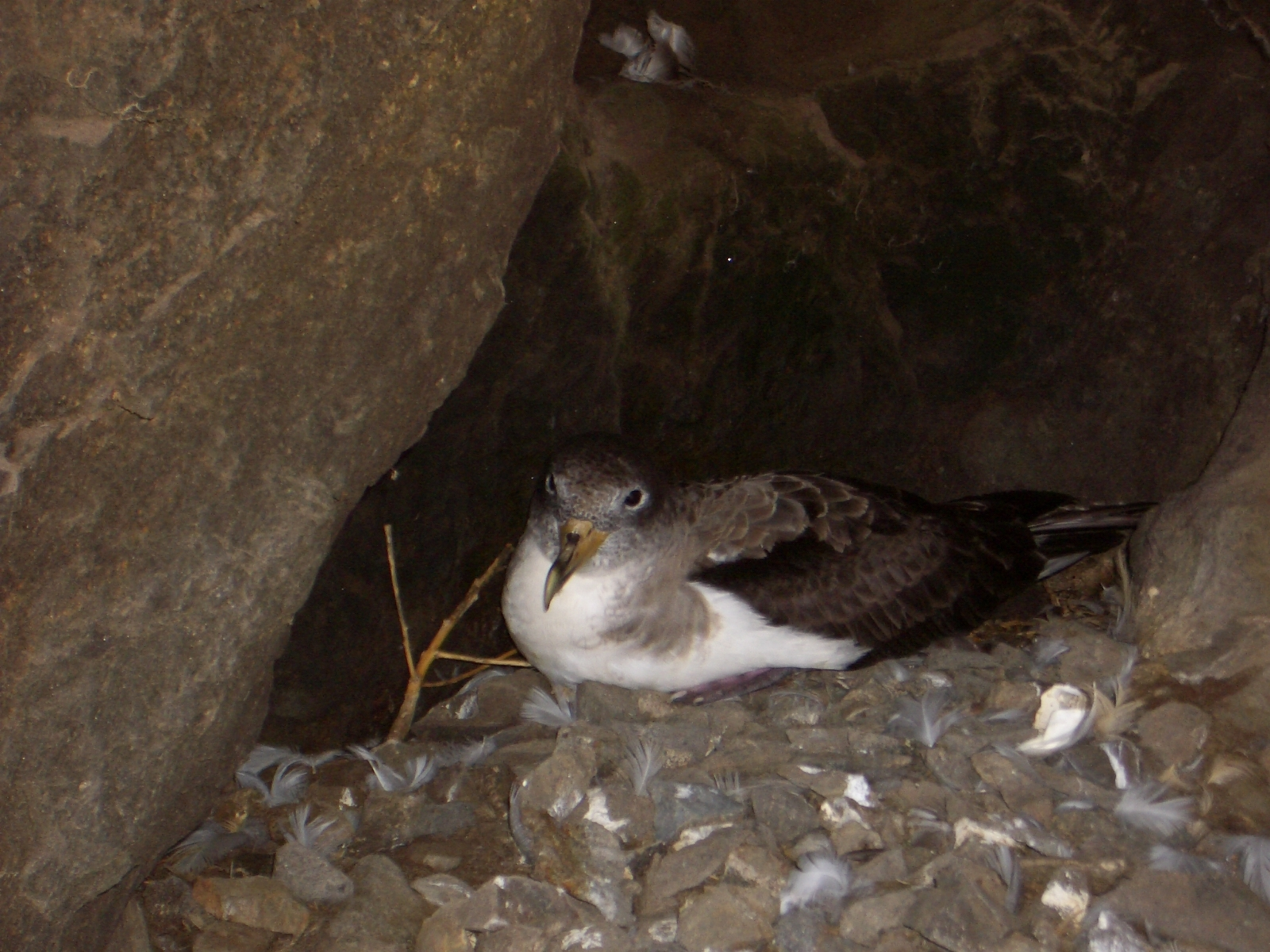
Pardela cenicienta en su nido en Salvaje Pequeña.
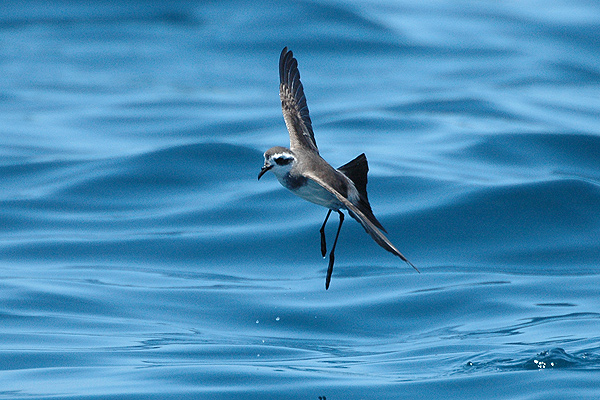
Paiño.
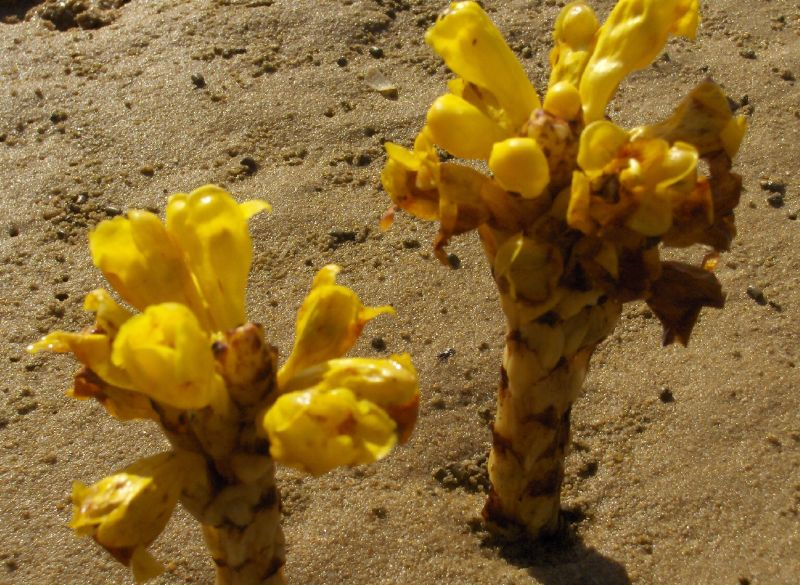
Cistanche phelipea.
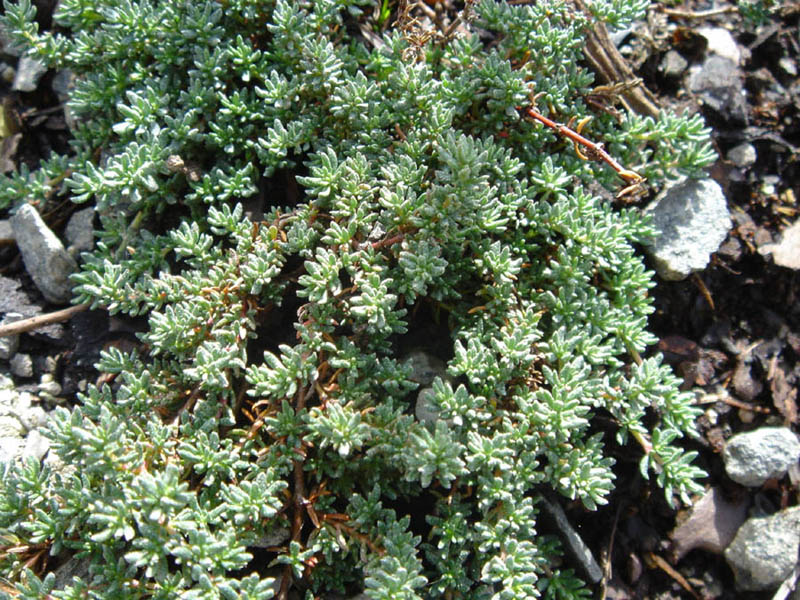
Frankenia laevis.